# Doissat
Doissat é uma comuna francesa na região administrativa da Nova Aquitânia, no departamento Dordonha. Estende-se por uma área de 15,63 km². Em 2010 a comuna tinha 106 habitantes (densidade: 6,8 hab./km²).